# Suva planina
La Suva planina, en serbe cyrillique Сува планина, « la montagne sèche », est une chaîne de montagnes située au sud-est de la Serbie. Elle s'étend du nord-ouest au sud-est depuis la station thermale de Niška Banja jusqu'à Bela Palanka, puis en direction de Babušnica. Le point culminant de la chaîne est le mont Trem qui s'élève à 1 810 m. Par sa hauteur le mont Sokolov kamen, le « rocher du faucon », qui culmine à 1 523 m, est le second sommet du massif. Le mont Sokolov kamen est également le point culminant de la ville de Niš.

## Présentation
La Suva planina doit son nom au fait qu'un petit nombre de sources seulement prennent naissance près de ses sommets. Parmi ces sources, les plus importantes sont les Bojanine vode, qui surgissent à 860 m au pied du Sokolov kamen, et la Rakoš česma, qui jaillit sur le flanc de la chaîne qui descend en direction de Bela Palanka. Autrefois, une route appelée Carski drum, la « route des tsars », traversait la chaîne. Elle est aujourd'hui désaffectée.
Le dernier weekend de février a lieu une manifestation organisée par les alpinistes du club Železničar de Niš. Cette manifestation, qui porte le nom de Zimski uspon na Trem, « l'ascension d'hiver du Trem », est organisée depuis 1997 et elle rassemble plus de 600 sportifs venus de tous les Balkans.

## Protection
L'État serbe et ses nombreuses organisations non gouvernementales œuvrent pour que la Suva planina obtienne le statut de parc national.

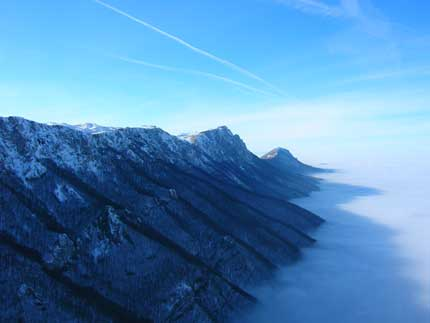
La Suva planina en hiver, avec vue sur le mont Trem et le mont Sokolov kamen.
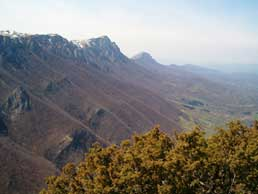
La Suva planina en été, avec vue sur le mont Trem et le mont Sokolov kamen.
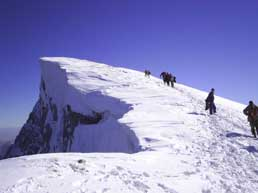
Groupe d'alpinistes au sommet du Trem.